# 高野新笠
高野 新笠（たかの の にいがさ、生年不詳 - 延暦8年12月28日（790年1月17日））は、光仁天皇の宮人、後に夫人。桓武天皇・早良親王・能登内親王の生母。桓武天皇の即位後、皇太夫人。薨去後に贈皇太后、贈太皇太后。諡号は天高知日之子姫尊（あめたかしるひのこひめのみこと）。
父は百済の武寧王の子孫で和氏の史姓の和乙継（やまとのおとつぐ）、母は宿禰姓の土師真妹(はじのまいも)（真姝とも）。高野朝臣（たかののあそん）は光仁天皇即位後の賜姓。

## 生涯
天智天皇の孫にあたる白壁王（後の光仁天皇）の宮人（側室）となり、天平5年（733年）に能登女王、天平9年（737年）に山部王（後の桓武天皇）、天平勝宝2年（750年）頃に早良王を生む。
白壁王は、天平16年（744年）以後、称徳天皇の異母妹、井上内親王を正妃に迎える。そして宝亀元年（770年）、称徳天皇の崩御により天武系皇統が断絶すると、62歳で擁立され光仁天皇となった。皇后には井上内親王、皇太子にはその子他戸親王が立った。
新笠の甥、和家麻呂が議政官に任ぜられた際、「蕃人の相府に入るはこれより始まる」と記された。しかし、宝亀3年（772年）3月に井上皇后は、呪詛による大逆を図った罪で皇后を廃され、他戸親王も同年5月に廃太子となった。翌宝亀4年10月には母子ともに庶人に落とされ、大和国の没官の邸に幽閉。2年後の宝亀6年（775年）4月27日に幽閉先で死去した。
この間、宝亀4年（773年）1月2日に新笠の子、山部親王（後の桓武天皇）が立太子し、藤原式家の乙牟漏を妃に迎える。宝亀5年には、王子（のちの平城天皇）が生まれた。
新笠は宝亀9年（778年）1月29日、従四位下から従三位となる。この頃「高野朝臣」を賜り夫人となったが、立后はされず、藤原北家の藤原永手の娘で皇子女のいない藤原曹司が、新笠に先んじて従三位・夫人の位にあった。
天応元年（781年）4月15日、山部親王が桓武天皇として即位すると、新笠は皇太夫人と称された。同年4月27日、新笠は正三位に昇叙。皇太子に桓武天皇同母弟・早良親王が立ったが、延暦4年（785年）、早良親王は藤原種継事件に連座し淡路へ流される事となり、自ら命を絶った。
新笠は延暦8年に薨去。同じ頃、桓武天皇の皇后藤原乙牟漏・夫人藤原旅子らが相次いで没しており、早良親王の怨霊によるものと噂された。薨去後に皇太后を、さらに延暦25年（806年）には、太皇太后を追贈された。陵は大枝陵（京都市西京区大枝沓掛町字伊勢講山に治定、宮内庁管理）。諡号「天高知日之子姫尊」は、百済王族の遠祖である高句麗の高朱蒙（東明聖王）は河伯の娘・柳花夫人が日精に感じて生まれた人であるという伝承に因んで名づけられた。

## 新笠出自と子孫

### 出自
父の和乙継は、百済の武寧王の子孫和氏（姓（かばね）は史）で、生前の位階・官職は不明。光仁天皇即位後、宝亀年間（770年 - 781年）に高野朝臣と改姓（続日本紀に生前の記録がなく、没後の賜姓とも考えられる）。母の土師真妹は、土師氏（姓（かばね）は宿禰）であり、桓武天皇即位後、延暦9年（790年）に大枝朝臣と改姓（没後の賜姓である）。延暦8年までにどちらも死去し、ともに正一位が追贈された。
『続日本紀』延暦9年1月15日条には
「皇太后姓は和氏、諱は新笠、贈正一位乙継の女（むすめ）なり。母は贈正一位大枝朝臣真姝なり。后の先は百済武寧王の子純陁太子より出ず。…… 其れ百済の遠祖都慕王は河伯の女日精に感じて生めるところなり、皇太后は即ち其の後なり。」
とあり、和氏を武寧王、更に古くは東明王の子孫としている。『日本書紀』には、継体天皇7年（西暦513年）「百済太子淳陀薨」とあり、「純陁」と「淳陀」を同一人物とする学者も存在するが、朝鮮側の資料には、武寧王の子に純陁、或いは淳陀に比定できる人物はおらず、和氏が武寧王の子孫であるか疑わしいとの主張もある 。
いずれにせよ、武寧王の没年(523年）と高野新笠の推定生年（720年頃）には約200年の開きがあり、伝承の通りならば和氏は百済王氏のような新来の渡来人ではなく、古い世代の帰化氏族といえる。和乙継の墓には、奈良県広陵町のバクヤ塚が推定されているが、これは馬見古墳群に属する「古墳」であって築造年代が没年と異なる。
父方の和氏一族は、和家麻呂（新笠の甥、桓武天皇の従兄弟）以降、ほとんど知られていない。
母方の土師氏は、天穂日命を遠祖とした出雲国造の分流であり、垂仁天皇時代の野見宿禰を祖とする、古墳造営を担った豪族である。桓武天皇の頃には、土師氏は四系統に分かれ、真妹の家は”毛受腹（もずばら）”であった。和泉国百舌鳥古墳群のある百舌鳥地方（大阪府堺市）を本拠とする系統と考えられ、真妹の一族は大枝朝臣（のち大江朝臣）、その他は菅原朝臣や秋篠朝臣を賜姓された。

### 高野朝臣の賜姓
高野朝臣の改賜姓は、新笠の埋葬記事に宝亀年間（770年 - 781年）に改めたとあるが、『続日本紀』にはこれに対応する記載がない。ただ宝亀9年（778年）1月の叙位記事に高野姓で記載されるため、これ以前であったと思われる。高野朝臣姓は乙継と新笠の父娘2人にのみ賜姓され、生者は新笠のみが賜姓された可能性もある。後宮の后妃への賜姓という稀な例である。
「高野」の字（あざな）は現在の奈良市高の原に比定される。宝亀年間に孝謙・称徳天皇陵（高野陵）が置かれ、孝謙・称徳天皇は「高野天皇」「高野姫天皇」と称された。高野朝臣への改賜姓は、宝亀3年（772年）に聖武天皇の血統である皇后・井上内親王、皇太子・他戸親王が廃され、山部親王（桓武天皇）の立太子に係るもので、新たな皇太子の母・新笠が聖武天皇嫡女の孝謙・称徳天皇に縁の姓に改めることは、皇太子を正当化するための措置、すなわち母を介して聖武皇統に繋がるための擬制的な作為だったのではないか、という説もある。

### 大枝陵と母方への大枝賜姓
新笠の陵は、山背国乙訓郡大枝（現在の京都市西京区大枝沓掛町）に造られた。現在、伊勢講山の円墳が比定されているが、同時代の陵墓と同様、長く所在不明となっており、比定は明治13年（1880年）であった。
新笠の死から一周忌となる延暦9年（790年）12月1日、桓武天皇は外祖父母の高野（和）乙継・土師真妹に正一位を追贈し、合わせて祖母・真妹に「大枝朝臣」を賜姓した。また、真妹の同族であるとして菅原真仲・土師菅麻呂の2名にも「大枝朝臣」姓を与えた。次いで同年同月30日、土師諸士らの一族に「大枝朝臣」が賜姓された。
新笠の陵所と、母・真妹及び一族へ与えられた姓が同じ「大枝」であることから、真妹の居住地は山背国乙訓郡大枝であり、招婿婚の習慣から新笠もそこで生まれ育ち、それが桓武天皇の山背国への遷都、特に大枝に近い長岡京への遷都の誘因となったとの説がある。しかし、土師真妹と和乙継の墓はともに大和国に在ること、初めに「大枝」姓を与えられた2人のうち菅原真仲は天応元年（781年）に居住する大和国菅原に因んで改姓した15人のひとりであること、また、新笠と同時期に死去した皇后藤原乙牟漏、夫人藤原旅子らの陵墓も近隣、長岡京の北の丘陵にあることから、新笠が大枝の地に葬られたのは当時の慣習に過ぎず、母・真妹とその一族に「大枝」姓が与えられたのは、逆に新笠の陵地に因むものであるとの説もある。

### 子孫
高野新笠の子である桓武天皇の子孫は、臣籍降下して源氏や平家の武家統領などになった子孫もいる。
平成13年（2001年）に天皇明仁（現在は上皇）は『続日本紀』に高野新笠が百済王族の遠縁にあたると記されていると述べた。

## 平野神社と久度神社
現・京都市北区平野宮本町に鎮座する延喜式名神大社平野神社は高野新笠と縁の深い神社である。平野神社の祭神は今木神、久度神、古開神、比咩神の四座で、平安京遷都によって京都に遷座した。今木神の今木は今来のことで、渡来人を意味する。平城京時代、田村後宮にあった今木大神は高野新笠と山部親王が祭祀していたことが判明している。
また久度神は竃神とされ、この神を祭るのは現・奈良県北葛城郡王寺町の延喜式内社・久度神社だけであり、その近くには和乙継の墓もあることから、百済系渡来人和氏が祭祀していた神とされる。とすれば和氏の本拠地はもともとこのあたりと推定される。平野神社の久度神は平城京の内膳司に祭られていたというから、王寺町の久度神社から平城宮に移り、さらに平野神社に移されたと考えられている。